# Kairói metró
A kairói metró (arabul مترو أنفاق القاهرة Metro Anfāq al-Qāhirah) Egyiptom fővárosa, Kairó és agglomerációja, Nagy-Kairó metróhálózata; Afrika három, az arab világ hat metróhálózata közül a legrégibb, a legnagyobb és a legforgalmasabb. 1987-ben nyílt meg a 29 km hosszúságú 1-es vonallal, amely Heluánt kötötte össze a Ramszesz vasútállomással. 2014-es adat szerint három metróvonalból és 61 állomásból (ebből 3 átszállóállomásból) áll, a hálózat teljes hossza 77,9 km. 2013-ban naponta közel négymillió utast szállított.
Tervbe van véve három további metróvonal építése, valamint a 3-as vonal meghosszabbítása egyik irányba a Kairói Egyetemig, a másik irányba a kairói nemzetközi repülőtérig.

## Vonalak
| Vonal    | Végállomások               | Megnyílt | Legutóbbi bővítés | Hossz   | Állomások |
| -------- | -------------------------- | -------- | ----------------- | ------- | --------- |
| 1        | Heluán – El-Marg           | 1987     | 1999              | 44,3 km | 35        |
| 2        | Subra el-Kheima – El-Munib | 1996     | 2005              | 21,6 km | 20        |
| 3        | Attaba – Al-Ahram          | 2012     | 2014. május 7.    | 12,0 km | 9         |
| Összesen | Összesen                   | Összesen | Összesen          | 77,9 km | 61        |